# اتو ارنست رمر
اتو ارنست رمر (به آلمانی: Otto Ernst Remer) (۱۸ اوت ۱۹۱۲–۴ اکتبر ۱۹۹۷) نظامی بلندپایه آلمانی در دوره رایش سوم بود که در جریان جنگ جهانی دوم یگان‌های مختلفی را فرماندهی کرد. او عموماً به جهت نقشش در سرکوب کودتای ۲۰ ژوئیه علیه حاکمیت آدولف هیتلر شناخته می‌شود. رمر پس از جنگ حزب رایش سوسیالیست را بنیان نهاد.

## زندگی
اتو ارنست رمر روز ۱۸ اوت سال ۱۹۱۲ زاده شد. در ۲۰ سالگی به نیروی زمینی پیوست. سال ۱۹۴۲ به درجه سرگردی رسید و فرمانده گردان نیمه‌شنی هنگ نخبه گرنادیر گروس‌دویچلانت شد. با این یگان در نبرد سوم خارکوف در ماه مارس سال ۱۹۴۳ عملکرد خوبی نشان داد. بدین جهت روز ۱۸ مه سال ۱۹۴۳ مفتخر به دریافت نشان عالی صلیب شوالیه صلیب آهنین شد. در نبرد کورسک و کیریوف روگ این گردان را فرماندهی کرد و برگ‌های بلوط صلیب شوالیه را نیز ماه نوامبر سال ۱۹۴۳ دریافت نمود.
ماه مارس سال ۱۹۴۴ به فرماندهی یگان نخبه محافظ برلین در لشکر نخبه گروس‌دویچلانت منصوب شد. در جریان کودتای ۲۰ ژوئیه، از جانب توطئه‌گران و در راس آن‌ها سرهنگ کلاوس فون اشتاوفنبرگ فرمان گرفت یوزف گوبلس، وزیر تبلیغات و اطلاع‌رسانی را دستگیر و ساختمان‌های وزارتی را پاکسازی کند. به هر حال، گوبلس موجب مکالمه تلفنی رمر با آدولف هیتلر شد. هیتلر او را همان‌جا به درجه سرهنگی ترفیع و فرمان به سکوب شورشی‌ها داد. رمر بلافاصله دست به اقدام زد و تا پایان روز بیشتر توطئه‌گران کشته یا بازداشت شدند.
پاداش رمز انتصاب به فرماندهی تیپ نخبه محافظان پیشوا در جبهه شرقی در ماه اوت سال ۱۹۴۴ بود. با ارتقا سطح یگان به لشکر در قالب سپاه زرهی گروس‌دویچلانت در روز ۳۱ ژانویه سال ۱۹۴۵، رمر نیز به درجه سرتیپ ترفیع گرفت. این لشکر در تهاجم آردن شرکت داشت و متحمل تلفات سنگین شد. این مسئله به بی‌کفایتی رمر که به بیش از سطح توان خود ترفیع یافته بود، نسبت داده می‌شود.
رمز پس از جنگ با همان رویکرد راست افراطی وارد دنیای سیاست شد. با وجود این که حزب او توانست چند کرسی در مجلس به دست آورد اما بعداً فعالیت آن ممنوع و رمر وادار به زندگی در تبعید برای مدت طولانی شد. پس از آن که به آلمان بازگشت از سال ۱۹۹۲ برای ۲۲ ماه به اتهام سخرانی در انکار هولوکاست زندانی شد. سرتیپ اتو ارنست رمر مجدداً به تبعید رفت و در نهایت سال ۱۹۹۷ در اسپانیا درگذشت.